# سار (كاشان)
سار هي قرية في مقاطعة كاشان، إيران. يقدر عدد سكانها بـ 370 نسمة بحسب إحصاء 2016.